# Haus Beckedorf (Werne-Horst)
Haus Beckedorf war eine Wasserburg in der heute zu Werne gehörenden Bauerschaft Horst, ganz in der Nähe des heutigen Bauernhofes Möllenhof. Sie lag rechts von der heutigen Landstraße, die von Bockum nach dem zu Ascheberg gehörenden Herbern führt (Herberner Straße). Der Rittersitz wurde um 1500 errichtet und 1855 abgebrochen.

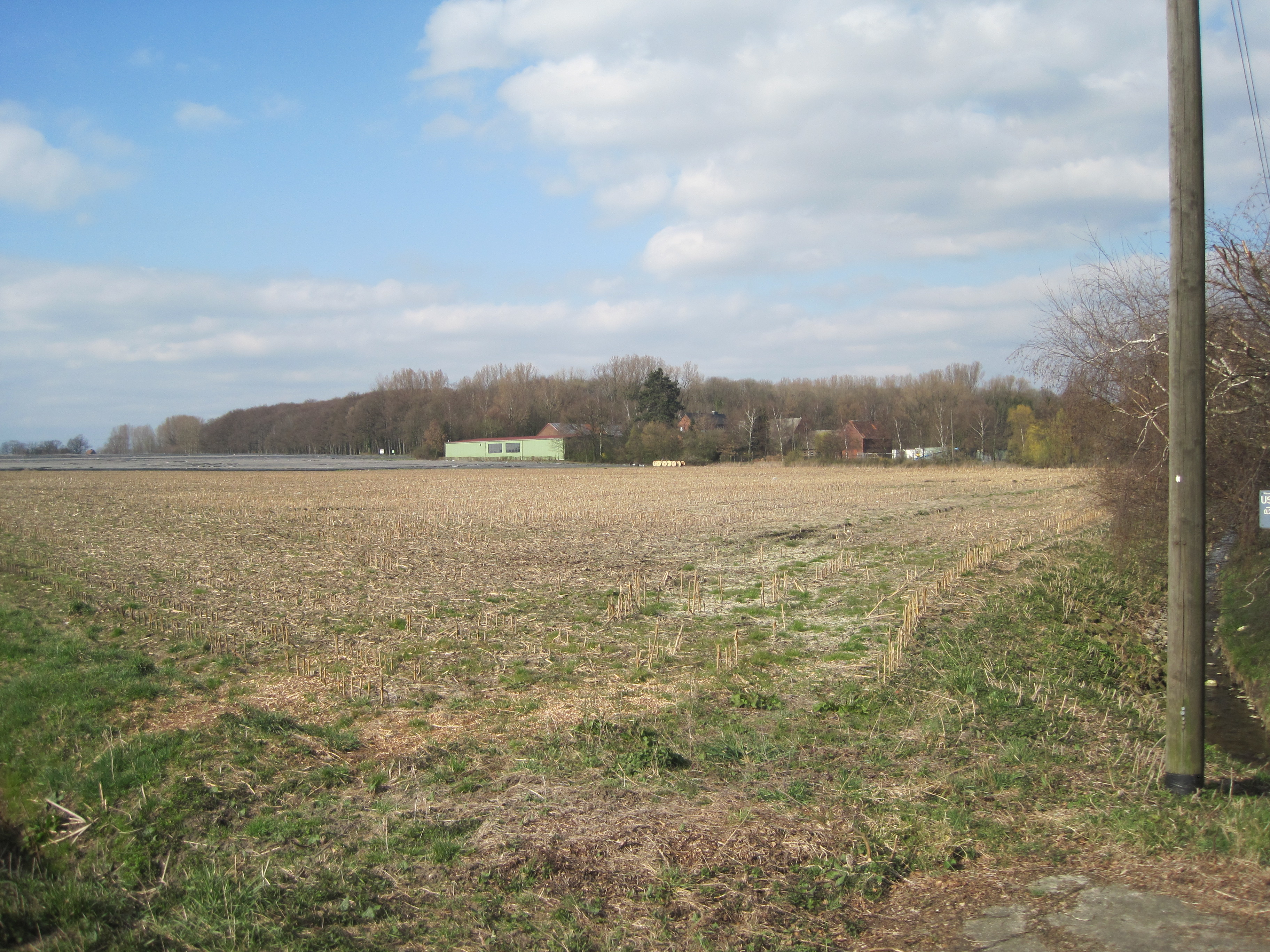
Haus Beckedorf befand sich im hinteren Teil dieses Feldes an der Herberner Straße. Aufgrund der Flurbereinigungsmaßnahmen von etwa 1965 sind die Gräfte und das Mauerwerk der früheren Burganlage heute verschwunden.

## Beckedorf
Der Name Beckedorf wird in seiner ursprünglichen Form „Bickenthorpe“ oder „Bickedorpe“ bereits in Urkunden aus den Jahren 1193, 1267, 1337 und 1342 genannt. Er bedeutet „Bauerschaft am Bach“.
1193 schenkte Bischof Hermann II. von Katzenelnbogen dem Kloster Cappenberg einen großen Zehnten (12 Denare) und einen großen Zehnten (2 Denare) aus dem Gut Heinrichs und acht Denare aus einem anderen Hof, beide in Beckedorf gelegen. In Beckedorf gab es ein Freibankgut, deshalb erwähnen die Urkunden des 13. und des 14. Jahrhunderts mehrere freie Männer, die als Schöffen am Freistuhl zu Nordick auftraten. So kam es 1267 zu einer Verhandlung am Fehmstuhl zu Nordick (Berle), bei der Herman in Beckedorf als freier Mann unter den Schöffen auftrat. 1337 und 1342 trat Joh. de Bickedrope neben Eberhardus auf.

## Bauzustand
Die Burganlage ist nicht erhalten. Bis etwa 1965 war der Burgplatz noch deutlich zu erkennen. Er wurde durch die Gräfte, altes Ziegelmauerwerk und eine Gruppe uralter Kastanien eingegrenzt. Danach wurde der Platz im Rahmen der Flurbereinigung eingeebnet. Er wird heute landwirtschaftlich genutzt.

## Geschichte
Haus Beckedorf soll um 1500 durch Gert von Hövel erbaut worden sein. Dieser war der Sohn eines anderen Gert von Hövel, der seinen Wohnsitz auf Haus Stockum hatte. Letzteres ging der Familie verloren, als Gert von Hövel der Jüngere und sein Bruder Gödeke (auch: Gödecke oder Godert) von Hövel wegen Felonie (Treuebruch gegen den Lehnsherren) ihres Lehens an Burg Stockum für verlustig erklärt wurden. Gert von Hövel baute daraufhin Beckedorf als seinen neuen Wohnsitz und nannte sich von nun an „Gert de Hüvele auf Burg Beckedorf“. Anders als Haus Stockum war Beckedorf kein seitens des Klosters Herfords verliehenes Lehensgut, sondern Allodialbesitz.
Auf inständiges Bitten wurde Gert de Hüvele im Jahre 1505 wieder mit Stockum belehnt, während Gödeke de Hüvele dauerhaft ausgeschlossen blieb. Damit begann eine über Jahrhunderte andauernde Fehde um den Besitz der Güter Stockum und Beckedorf. Ihr Verlauf ist im Beitrag zu Haus Stockum ausführlich beschrieben.
1568 nahm Berndt von Hövel ein Darlehn auf, für das er die Zahlung einer Rente von sechs Malter Roggen schuldete. Für diese Forderung verbürgte sich Hermann von Merveldt zu Westerwinkel, dem im Gegenzug die Güter aus dem Erbe Schulze Wessels als Sicherheit geboten wurden. 1728 musste der Graf von Merveldt schließlich als Bürge für die Schulden aufkommen, auch hatte er andere große Forderungen. Deshalb gingen die zu Beckedorf hörigen Güter Schulze Wessel, Schütte und Siepenkort an ihn.
Der letzte Besitzer Beckedorfs aus der Familie von Hövel trug den Namen Bitter. Als er um 1640 starb, versäumten es die Vormünder seiner Schwester, für sie die Immission in die Güter zu erwirken. Daraufhin ließ sich Johann von Hassenkamp immittieren. Nach einem Urteil des Reichskammergerichts zu Wetzlar zu Ungunsten Hassenkamps ging der Besitz an den Freiherrn von Böhmer (Boymer/Bäumer), der inzwischen alle Güter der von Hövel in Erbpacht besaß.
Letzte Erbtochter dieser Familie war Anna Sophia Elisabeth, Besitzerin Beckedorfs von 1701 bis 1726 und verheiratet mit Graf Albert Franz von Thienne. Als sie 1726 verstarb, kam Beckedorf per testamentarischer Verfügung aus ihrem Todesjahr 1752 bei Teilung der Güter unter die verschiedenen Erben an den Grafen von Lignéville. Dieser wiederum starb um 1800 im Krieg gegen Frankreich, woraufhin Joseph Graf von Gourci Erbe und Lehnsinhaber von Haus Beckedorf wurde.
1809 erklärte Napoleon Bonaparte alle Lehen zu freien Gütern. Daraufhin verkaufte der Graf von Gourci das Gut noch im gleichen Jahr an Johannes David von Schlebrügge. Der am 8. Oktober geborene von Schlebrügge war zwischen 1807 und 1814 Maire (Bürgermeister) von Werne. Am 9. August 1816 wurde er dann zum „Landrätlichen Comissarius“ des neu gebildeten Kreises Lüdinghausen. In dieser Position erhielt er die Erlaubnis, seine Geschäfte auf Haus Beckedorf zu erledigen. 1818 wurde von Schlebrügge zum Landrat befördert. Die Kreisverwaltung blieb aber weiterhin auf seinem Gut Beckedorf. Erst 1828 verlegte er die Kreisverwaltung nach Lüdinghausen. Sein Sohn Franz von Schlebrügge zog 1813 als freiwilliger Jäger mit nach Frankreich.
1855 kaufte Karl Graf von Merveldt zu Westerwinkel Haus Beckedorf. Dieser ließ noch im gleichen Jahr den alten Bau abbrechen. Das Grundstück gehört den Merveldts aber noch immer.

## Die Herren von Beckedorf als Markenrichter
Die Herren von Beckedorf waren Markenrichter im Hanloh, einer Mark des Kirchspiels Bockum.

## Patronatsrecht an der Stephanuskirche Bockum
Mit dem Besitz an Burg Beckedorf war zugleich das Patronatsrecht über die Pfarre Bockum verbunden, repräsentiert durch die Stephanuskirche. Der Patronatsherr und die Patronatsherren hatten früher das Vorschlagsrecht für den Inhaber einer Pfarrstelle, der dann offiziell vom Bischof ernannt wurde. Ferner war die Patronatsfamilie für die Ausstattung der Kirche zuständig. Auch hatte sie das Recht der Grablegung in dieser Kirche.
Inhaber des Patronatsrechts waren somit zuerst die Herren von Hövel, danach die von Boymer, dann die Grafen von Lignéville, dann die Grafen von Gourci, dann Herr von Schlebrügge zu Beckedorf und schließlich die Grafen von Merveldt von Westerwinkel. Bei diesen liegt es auch jetzt noch und wird von ihnen bis zum heutigen Tage ausgeübt. Auch nach den Pfändungen des Jahres 1568 blieb das Patronatsrecht bei den Besitzern des Hauses Beckedorf; für das Jahr 1571 wird Bernard von Hövel in den bischöflichen Visitationsprotokollen namentlich als Patron des Patronats zu Bockum genannt.
In der Stephanuskirche zu Bockum findet sich ein Wappen einer Inhaberin des Patronatsrechts. Das Wappen „Zurmühlen“ zeigt oben einen rechts gewandten gekrönten Löwen, der eine Lilie in den Pranken hält, unten hingegen die untere Hälfte eines grauen naturfarbenen Mühlsteins. Auf dem Wappenschild befindet sich eine Inschrift, und zwar: obiit – 1804 – 25. aprili – aetatis 29 (sie starb – 1804, am 25. April – im Alter von 29 Jahren). Im Kirchenbuch der damaligen Pfarrkirche St. Stephanus im bischöflichen Archiv in Münster heißt es über die 1804 Verstorbene: Clara Bernardine von Schlebrügge, geb. Zurmühlen, Ehefrau des Herrn von Schlebrügge, Besitzerin des Gutes Beckedorf, 29 Jahre alt, verstorben am 25. April morgens um 1/2 11 im Kindesbett, der Unterzeichnete (Pfarrer Joseph Kumann) hat die Verstorbene persönlich gekannt, begraben am 27. April, Erbbegräbnis, hinterlässt einen Gatten und fünf minere Kinder.